# Черёмушский
Черёмушский — посёлок в Котласском районе Архангельской области, входит в состав муниципального образования «Черёмушское».

## Географическое положение
Посёлок расположен к югу от автодороги А123 в 8 км на юго-восток от Коряжмы, в 43 км на восток от Котласа. Железнодорожная станция Черёмуха на линии «Котлас — Микунь». Через посёлок протекает река Большая Коряжемка, к западу от посёлка находится река Черёмушка (приток Малой Коряжемки).

## История
С 1959 по 2005 годы посёлок Черёмушский имел статус посёлка городского типа, после — центр Черёмушского сельсовета, с 2006 года — в составе муниципального образования «Черёмушское».

## Население
| 1959 | 1970  | 1979  | 1989  | 2002  | 2010  | 2012  |
| ---- | ----- | ----- | ----- | ----- | ----- | ----- |
| 4895 | ↘3693 | ↘2404 | ↘1667 | ↘1136 | ↘1053 | ↘1050 |